# Centrodiplosis crassipes
Centrodiplosis crassipes är en tvåvingeart som beskrevs av Jean-Jacques Kieffer och Jörgensen 1910. Centrodiplosis crassipes ingår i släktet Centrodiplosis och familjen gallmyggor. Inga underarter finns listade i Catalogue of Life.